# 島津久徴 (日置家)
島津 久徴（しまづ ひさなが）は、江戸時代後期の薩摩藩家老。島津庶家日置島津家の13代当主。

## 生涯
文政2年（1819年）、日置島津家12代当主・島津久風の嫡男として誕生する。
父の久風は27代藩主島津斉興に寵愛されたが、次期藩主をめぐって相続問題が起こると、久徴は斉興が推す庶子の忠教（久光）ではなく嫡子の斉彬を推し、実弟の赤山靭負、田尻務、桂久武らと日置派をつくって、お由羅騒動の際は斉彬の擁立に奔走した。
無事に斉彬が藩主になると重用されて、その主席家老を務めたが、斉彬の死後は島津久宝と対立、主席家老の座より退く。大久保利通らは29代藩主島津忠義へ久徴を主席家老へ戻すよう願い、その甲斐あって再び返り咲いたが、島津久光の公武合体論に反対したため再び退くこととなった。
文久3年（1863年）、薩英戦争が起こると薩軍の総大将を務めた。明治3年（1870年）に死去。享年52。